# Alexandre Favre
Pour les articles homonymes, voir Favre.
Alexandre Favre est un ingénieur et physicien français né le 23 février 1911 à Toulon et mort le 25 mai 2005 dans le 4e arrondissement de Marseille. Professeur émérite à l'Université de la Méditerranée et membre de l'Académie des sciences, il est particulièrement renommé pour ses travaux sur les états de turbulence.

## Biographie
Alexandre Jean Auguste Favre est né à Toulon en 1911 de l'union d'Annie Mercure et d'Auguste Favre, ingénieur conseil dans le domaine maritime. Il est issu d'une famille renommée d'ingénieurs et d'experts en construction navale. Après des études secondaires à Toulon et à Saint-Nazaire, il s'oriente vers les sciences physiques et intègre en 1928 l'École d'ingénieurs de Marseille en parallèle de ses études à la Faculté des sciences. Il sort diplômé ingénieur en 1931 et licencié ès-sciences en 1932. Il intègre ensuite l'Institut de mécanique des fluides de Marseille, où il prépare une thèse de doctorat sur les écoulements autour de profils d'ailes d’avion sous la direction du professeur André Marchand. Il soutient cette thèse en 1938 à Paris.
Il est affecté en 1939 à la Société nationale d'études et moteurs d'avions qui dépend du Ministère de l'Air. Il y résout le problème de surchauffe des propulseurs à réaction en élaborant un nouveau système de compression. Toutefois, il ne fait pas breveter sa découverte de peur qu'elle tombe aux mains du régime nazi et charge en juin 1940 un agent secret de faire passer ses plans à Londres. Sa contribution dans le domaine n'est reconnue qu'en 1955 avec l'attribution d'un brevet à l'État français.
Il est nommé en 1945 maître de conférences à l'Université de la Méditerranée puis professeur titulaire de la chaire de mécanique de l'atmosphère et météorologie en 1951. Il est en parallèle professeur de mécanique des fluides à l'École d'ingénieurs de Marseille (École centrale de Marseille), et ce pendant près de trente ans au cours desquels il s'engage pour le développement de l'école en recrutant de nombreux élèves et collaborateurs. En suivant les conseils de Theodore von Kármán qu'il rencontre à Caltech, Favre décide de créer à Marseille en 1961 l'Institut de mécanique statistique de la turbulence (IMST) et endosse la fonction de directeur pendant près de vingt ans. Ses principaux travaux portent alors sur la soufflerie supersonique et les échanges turbulents entre l'océan et l'atmosphère. Ses découvertes ont permis le développement des avions supersoniques et ont trouvé des applications dans le domaine de la météorologie.
Favre est élu à l'Académie de Marseille le 5 janvier 1967 au fauteuil no 2 et reçu le 18 mai 1968. Il devient correspondant de l'Académie des sciences le 3 mai 1971 puis membre le 7 février 1977 dans la section de sciences mécaniques et informatiques. Il est également officier de la Légion d’honneur et de l’ordre du Mérite ainsi que commandeur des palmes académiques.
Il a donné son nom à la moyenne de Favre.

## Publications
Liste non exhaustive
- Contribution à l'étude expérimentale des mouvements hydrodynamiques à deux dimensions, Paris, E. Blondel La Rougery, 1938
- La turbulence en mécanique des fluides: bases théoriques et expérimentales, méthodes statistiques, Paris, Gauthier-Villars, 1976
- Turbulent fluxes through the sea surface, wave dynamics, and prediction, New York, Plenum Press, 1978
- De la causalité à la finalité, Paris, Maloine, 1988